# خط طول 93° شرق
خط طول 93° شرق هو أحد خطوط الطول الجغرافية، والتي تمتد من القطب الشمالي الجغرافي إلى القطب الجنوبي الجغرافي، وحسب التحويل الزمني يتقدم خط طول 93° شرق عن خط غرينتش بـ6 ساعة و12 دقيقة.

## من القطب إلى القطب
ينطلق خط طول 93° شرق من القطب الشمالي نحو القطب الجنوبي مرورا بالمناطق التي ترد في الجدول التالي:
| الإحداثيات                         | البلد أو الإقليم أو البحر | ملاحظات |
| ---------------------------------- | ------------------------- | --- |
| 90°0′N 93°0′E / 90.000°N 93.000°E  | المحيط المتجمد الشمالي    | |
| 80°50′N 93°0′E / 80.833°N 93.000°E | روسيا                     | كراسنويارسك كراي — جزيرة كومسوموليتس, Pioneer Island, جزيرة ثورة أكتوبر and the Sedov Archipelago, سيفيرينيا زيمليا |
| 79°24′N 93°0′E / 79.400°N 93.000°E | بحر كارا                  | |
| 76°3′N 93°0′E / 76.050°N 93.000°E  | روسيا                     | كراسنويارسك كراي توفا — from 51°55′N 93°0′E / 51.917°N 93.000°E |
| 50°47′N 93°0′E / 50.783°N 93.000°E | منغوليا                   | For about 11 km |
| 50°41′N 93°0′E / 50.683°N 93.000°E | روسيا                     | توفا — for about 10 km |
| 50°36′N 93°0′E / 50.600°N 93.000°E | منغوليا                   | |
| 45°1′N 93°0′E / 45.017°N 93.000°E  | جمهورية الصين الشعبية     | سنجان قانسو — from 40°29′N 93°0′E / 40.483°N 93.000°E تشينغهاي — from 39°8′N 93°0′E / 39.133°N 93.000°E منطقة التبت ذاتية الحكم — from 32°44′N 93°0′E / 32.733°N 93.000°E                                                                                            |
| 28°15′N 93°0′E / 28.250°N 93.000°E | الهند                     | أروناجل برديش — claimed by جمهورية الصين الشعبية · آسام — from 26°56′N 93°0′E / 26.933°N 93.000°E · ميزورام — from 24°24′N 93°0′E / 24.400°N 93.000°E · مانيبور — for 5 km from 24°9′N 93°0′E / 24.150°N 93.000°E · Mizoram — from 24°6′N 93°0′E / 24.100°N 93.000°E |
| 22°4′N 93°0′E / 22.067°N 93.000°E  | ميانمار (Burma)           | |
| 19°54′N 93°0′E / 19.900°N 93.000°E | المحيط الهندي             | خليج البنغال |
| 13°40′N 93°0′E / 13.667°N 93.000°E | الهند                     | North Andaman Island and Ritchie's Archipelago, جزر أندمان |
| 11°56′N 93°0′E / 11.933°N 93.000°E | المحيط الهندي             | Passing just east of the island of Car Nicobar, جزر نيكوبار, الهند (at 9°10′N 92°50′E / 9.167°N 92.833°E) · Passing just west of the island of Teressa, جزر نيكوبار, الهند (at 8°17′N 93°5′E / 8.283°N 93.083°E)                                                     |
| 60°0′S 93°0′E / 60.000°S 93.000°E  | المحيط الجنوبي            | Passing just east of Drygalski Island, المطالب الإقليمية بالقارة القطبية الجنوبية by أستراليا (at 65°45′S 92°43′E / 65.750°S 92.717°E) |
| 66°33′S 93°0′E / 66.550°S 93.000°E | القارة القطبية الجنوبية   | الإقليم الأسترالي في القارة القطبية الجنوبية, المطالب الإقليمية بالقارة القطبية الجنوبية by أستراليا |